# Terra (empresa)
A Terra é uma empresa brasileira de internet pertencente ao grupo espanhol Telefónica, um dos maiores conglomerados de telecomunicações fixas e móveis do mundo.
Lançada no Brasil após a aquisição do até então portal gaúcho de conteúdo ZAZ (ex-Nutecnet), a Terra foi escolhida pelo grupo Telefónica como parte da estratégia de iniciar suas operações de Internet na América Latina.
Além de atuar como portal de notícias, atualmente a companhia também trabalha com aplicativos de celular, publicidade e outros serviços digitais. Em agosto de 2017, o portal Terra passou a funcionar somente no Brasil, encerrando suas atividades em parte da América Latina, Espanha e Estados Unidos. O atual CEO da empresa é Christian Gebara.

## História
Em 1988, Marcelo Lacerda e Sérgio Pretto criaram a Nutec Informática, empresa de software voltada para automação de escritórios em ambiente Unix e, numa segunda fase, revendedora de softwares e integradora de sistemas.
Após anos de investimento no mercado de TI e na automação comercial, a Nutec decidiu investir na internet a partir do contato com universidades americanas. Para lidar com os investimentos na internet, em 1995 foi criada a Nutecnet, cujo primeiro produto foi um serviço de e-mail.
Em outubro de 1995, a Nutec entrou no mercado de internet e se tornou o provedor NutecNet. O advento da internet permitiu que a NutecNet ampliasse suas ações para o mercado de varejo. A empresa cresceu e foi adquirida pelo Grupo RBS em 1996. Em dezembro do mesmo ano, o canal ZAZ foi criado.
Em 20 de março de 1998, a marca ZAZ assimilou a marca NutecNet, tornando-se tanto ISP (Internet Service Provider) como ICP (Internet Content Provider). Com isso foi criado o Canal Interativo ZAZ, sendo este um dos primeiros canais de entretenimento e lazer no Brasil. Ainda assim, a marca NutecNet era mantida como ISP.
Em fevereiro de 2000, o ZAZ foi adquirido pelo grupo Telefonica, substituindo a marca para Terra. Em maio do mesmo ano, a Terra Networks e a Lycos Inc se uniram em um acordo, criando a Terra Lycos. Com isso, a empresa se tornou uma das redes mais populares da internet no mundo. Essa parceria se encerrou em 2004, quando a Daum Communications, um portal da Coreia do Sul, adquiriu a subsidiária norte-americana Lycos.
A Terra Networks possui escritórios nos principais mercados da América Latina: Buenos Aires (Argentina), Santiago (Chile), Bogotá (Colômbia), Cidade do México e Monterrey (México), Lima (Peru) e Miami (Estados Unidos). O Terra tem sua sede no Brasil, com escritórios em São Paulo e Porto Alegre. Em 2011, o Terra foi eleito pela primeira vez como uma das 100 melhores empresas para se trabalhar, segundo pesquisa do Instituto Great Place to Work.
Em 2010, a Terra passa a apoiar a Fundação Wikimedia. A empresa declarou: "Terra orgulhosamente apoia a Fundação Wikimedia. Você também pode ajudar produzindo e distribuindo conteúdo livre e disseminando conhecimento."
Em 28 de junho de 2017, a Terra anunciou através de sua assessoria de imprensa que o seu portal e serviço de e-mail seriam descontinuados nos Estados Unidos, Peru, México, Chile, Colômbia, Argentina, Venezuela e Equador a partir das 23h59 de 30 de junho. A empresa manteve serviços corporativos que fornecia em tais países, que passaram a ser oferecidos por operadoras locais do grupo Telefónica. A operação brasileira da companhia, por sua vez, foi adquirida pela Telefônica Data, uma subsidiária integral da Telefônica Brasil, pela cifra de R$ 250 milhões. A divisão da Terra no Brasil era responsável pela maior parte do lucro global da companhia, que passou a atuar apenas no país.
Em junho de 2018, o Terra fechou parceria com o Grupo Estado para aumentar a produção de conteúdo de notícias.
Em 2021, o Terra lançou uma nova versão do seu portal de notícias. A capa passou a oferecer grandes blocos temáticos (Notícias, Esportes, Entretenimento e Vida e Estilo), além de tabelas de campeonato de futebol, previsão do tempo, horóscopo e informações financeiras como variações da Bolsa e Câmbio. 
Neste mesmo ano o Terra inaugurou três verticais de conteúdo: Terra GameOn (games e cultura geek), Terra Podcast e Diversidade+ (movimento negro, LGBTQIA+, luta das mulheres no mercado de trabalho, feminismo, direitos da população PCD e as principais notícias sobre um mundo mais diverso). Projetos especiais, como o game show Extra Life, também ganharam destaque no novo Terra.

## Serviços

### Atuais
- Terra Mail: É um serviço de webmail gratuito sob o domínio "@terra.com.br".
- Terra Notícias: É um site de notícias jornalísticas sob orientação do portal.
- Terra Esporte: É um site sob orientação do portal com conteúdo voltado para os esportes, sendo o site de conteúdo esportivo mais popular do Brasil, concorrendo com o UOL Esporte e GE.
- OFuxico: É um site lançado em 2001 sob orientação do portal, que traz conteúdo centralizado no "mundo das celebridades" sobre novelas, reality shows, bastidores da TV, cinema, teatro, música, internet e eventos; atualidades e o flagras feitos por paparazzis. É considerado um dos sites de fofocas mais populares do país.

- Terra Diversão: É um site que oferece conteúdos de entretenimento, como cinema, TV, música, e cultura pop.

- Terra Estilo de Vida: É site que engloba assuntos de saúde, bem-estar, moda, e comportamento, beleza, culinária, estética, artesanato, lazer, decoração, casa, jardinagem e fitness.
- Terra Busca: É um mecanismo de buscas online mantido pelo portal.
- Terra GameOn: É um site mantido pelo portal dedicado à games e cultura geek, com notícias, análises, e conteúdo sobre jogos eletrônicos.
- Terra Podcast: É um plataforma de podcasts sob demanda do portal abordando uma variedade de temas.
- Terra Vídeos: É um serviço de vídeos sob demanda do portal
- Terra Nós: É um plataforma sob demanda do portal, que tem foco central e a "diversidade" e "inclusão", abordando questões como feminismo, direitos LGBTQIA+, movimento negro e os direitos da pessoa com deficiência e necessidade especial. Inicialmente a plataforma era nomeada de Diversidade+.

### Extintos
- Terra Chat: Muito popular nos anos 2000, era um serviço de bate-papo online que permitia a interação entre usuários em diferentes salas temáticas.
- Crianças/Terra Kids: Foi uma antiga plataforma com conteúdo destinado ao público infantil, oferecendo jogos, livros, HQs, cinema, teatro, televisão, música, dicas de leitura, passeios, curiosidades, lazer, ajuda na escola, esportes, atividades físicas, diversão, etc.